# منحنی زد
منحنی زد‍ (به انگلیسی: Z curve) یک الگوریتم بیوانفورماتیک برای آنالیز_دنباله می‌باشد. منحنی زد یک منحنی سه بعدی می‌باشد که یک دید یکتا از توالی دی‌ان‌ای می‌دهد. در واقع منحنی زد و توالی دی‌ان‌ای می‌توانند از روی یکدیگر ساخته شوند.

## مقدمه
همواره دو رویکرد اساسی ریاضیاتی در مطالعه تئوری‌های فیزیکی وجود دارد. یکی رویکرد جبری و دیگری رویکرد هندسی. در حوزه مطالعات ژنوم‌ها این دو رویکرد در مقابل یکدیگر قرار می‌گیرند و همواره رویکرد جبری نسبت به رویکرد هندسی برای توالی‌یابی دی‌ان‌ای‌ها کاربرد بسیار بیشتری داشته‌است. منحنی زد یک منحنی سه‌بعدی می‌باشد که یک نمایش یکتا برای هر توالی دی‌ان‌ای تشکیل می‌دهد، در واقع منحنی زد تمامی اطلاعات لازمی که یک دی‌ان‌ای در خود دارد را به‌خوبی نمایش می‌دهد و می‌توان به صورت یکتا از روی یک منحنی، توالی دی‌ان‌ای آنرا پیدا کرد. روش‌های بسیاری برای نمایش گرافیکی یک توالی دی‌ان‌ای وجود دارد که از نمونه‌های آن می‌توان به منحنی اچ یا منحنی دبلیو اشاره کرد اما ثابت می‌شود هرکدام از این روش‌ها حالت خاصی برای منحنی زد می‌باشند.
برای راحتی دانشمندان پایگاه داده‌ای از منحنی زد توالی دی‌ان‌ای باستانیان، انواع باکتریها، انواع یوکاریوتها و بسیاری از موجودات دیگر جمع‌آوری شده‌است که برای دسترسی رایگان در اینترنت قرار دارد.

## تاریخچه
توالی دی‌ان‌ای از چهار نوع نوکلئوتید با نام‌های آدنین، سیتوزین، گوانین و تیمین تشکیل شده‌است که با اختصار با علائم انگلسیی A, C، G, T نشان داده می‌شوند.
تعداد ترکیب‌های ممکن وقتی دو تا از آنها را در نظر می‌گیریم شش مقدار متفاوت می‌باشد. این شش ترکیب عبارتند از:
R (A/G) و Y (C/T) و M (A/C) و K (G/T) و W (A/T) و S (G/C).
R نشان‌دهنده پورین (به انگلیسی: Purine)، Y نمایش دهنده پیریمیدین (به انگلیسی: Pyrimidine)، M نشان‌دهنده اسید آمینه
، K نشان‌دهنده کتو، W نمایش‌دهنده پیوند هیدروژنی ضعیف(Weak hydrogen bonds) و S نشان‌دهنده پیوند هیدروژنی قوی یا (Strong hydrogen bonds) می‌باشد.
شش ترکیب بالا برای نمایش هندسی بسیار پرکاربرد هستند زیرا هردوتایی آنها از یک نظر خاص در شکل فضایی خود با یکدیگر تفاوت دارند یعنی:
- از نظر اینکه در ساختار شیمیایی خود یک یا دو حلقه دارند: P و R
- از نظر اینکه در ساختار شیمیایی خود گروه کتو یا آمینه دارند: M و K
- از نظر اینکه در ساختار مارپیچ دوگانه (به انگلیسی: Nucleic acid double helix) دو یا سه پیوند هیدروژنی ایجاد کند: W و S

ما به دنبال یک نمایش هندسی برای تقارن بالا هستیم و اگر در فضا سه‌بعدی خواسته خود را دنبال کنیم به‌نظر می‌رسد یک مکعب که بر روی هر وجه متقابل آن یکی از گروه‌های بالا قرار داشته باشد این کار را انجام می‌دهد. 

## تعریف
منحنی زد از مجوعه نقاط P0, P1,…PN تشکیل شده و مختصات هر کدام از نقاط xn, yn, zn می‌باشد. (n=۰٬۱،۲…N که N طول توالی دی‌ان‌ای مورد مطالعه می‌باشد)en:Z curve
این منحنی به‌طور یکتا به کمک تبدیل زد توالی دی‌ان‌ای مشخص می‌شود.

{\displaystyle x_{n}=(A_{n}+G_{n})-(C_{n}+T_{n})}
{\displaystyle y_{n}=(A_{n}+C_{n})-(G_{n}+T_{n})}
{\displaystyle z_{n}=(A_{n}+T_{n})-(C_{n}+G_{n})}
{\displaystyle n=0,1,2,...N}
{\displaystyle x_{n},y_{n},z_{n}\in [-N,N]}